# Stazione di Kawachi-Eiwa
La stazione di Kawachi-Eiwa (河内永和駅?, Kawachi-Eiwa-eki) è una stazione ferroviaria situata nella città di Higashiōsaka, nella prefettura di Osaka, in Giappone, appartenente alle Ferrovie Kintetsu. A poca distanza è presente la stazione di JR Kawachi Eiwa che permette l'interscambio con la linea Ōsaka Higashi.

## Linee
Ferrovie Kintetsu
● Linea Kintetsu Nara

## Aspetto
La stazione è realizzata in viadotto con due binari passanti e due marciapiedi laterali.
| 1 | ■ Linea Kintetsu Nara | per Higashi-Hanazono, Ikoma, Yamato-Saidaiji, Kintetsu Nara e Tenri           |
| 2 | ■ Linea Kintetsu Nara | per Tsuruhashi, Ōsaka Uehommachi, Ōsaka Namba, Amagasaki, Kōshien e Sannomiya |

## Stazioni adiacenti
| «                                 | Servizio            | »                   |
| Linea Kintetsu Nara               | Linea Kintetsu Nara | Linea Kintetsu Nara |
| --------------------------------- | ------------------- | ------------------- |
| Fuse                              | Locale              | Kawachi-Kosaka      |
| Tutti gli altri treni non fermano |                     |                     |